# دویران
دویران، روستایی است از توابع بخش نازلو و در شهرستان ارومیه استان آذربایجان غربی ایران ، ساکنین این روستا، افشار هایی هستند که بعد از انتقال پایتخت از تبریز به قزوین در زمان شاه طهماسب صفوی به قزوین و زنجان مهاجرت کردند که اکثر آنها شامل خانواده: ( حسنلو، قره گوزلو و درویش حسینی) می‌باشند.

## جمعیت
این روستا در دهستان نازلوی شمالی قرار داشته و بر اساس سرشماری سال ۱۳۸۵ جمعیت آن ۳۴۸ نفر (۹۲ خانوار)
بوده‌است.